# Efulensia montana
Efulensia montana är en passionsblomsväxtart som beskrevs av De Wilde. Efulensia montana ingår i släktet Efulensia och familjen passionsblomsväxter. Inga underarter finns listade i Catalogue of Life.